# Ilarie Voronca

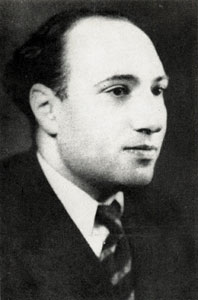

Ilarie Voronca (eigentlich Eduard Marcus) (* 31. Dezember 1903 in Brăila, Rumänien; † 5. April 1946 (Selbstmord) in Paris) war ein rumänisch-französischer Dichter, Prosaschriftsteller und Essayist. Er gilt als einer der bedeutendsten Theoretiker der rumänischen Avantgarde der ersten Hälfte des 20. Jahrhunderts.

## Leben und Werk

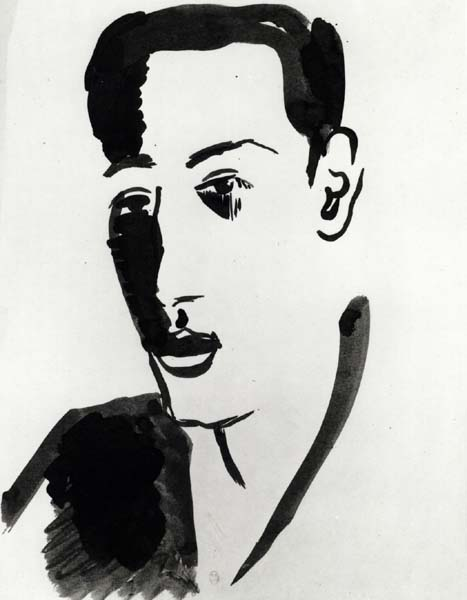
Ilarie Voronca auf einer Zeichnung von Robert Delaunay

Als Kind einer jüdischen Familie studierte er zunächst Jura in Bukarest. Früh schloss er sich der modernistischen Gruppe der Literaturgesellschaft Sburătorul um Eugen Lovinescu an. Seine erste Veröffentlichung war 1922 in Sburătorul literar. Ein Jahr später orientierte er sich zunehmend am Manifest der Moderne, veröffentlichte in den Folgejahren in den Avantgarde-Literaturzeitschriften Contimporanul, Punct und Integral eigene Lyrik und theoretische Essays. 1924 gab er zusammen mit Stephan Roll die konstruktivistische Zeitschrift 75 HP (=75 PS) heraus.
1927 veröffentlichte er sein erstes lyrisches Buch Colomba, nach seiner Frau Colomba Voronca benannt. Dies markierte seinen Stil-Wechsel in Richtung Surrealismus. In den folgenden Jahren folgten weitere Veröffentlichungen, unter anderem Ulise (1928, Ulysses), Plante și animale (1929, Pflanzen und Tiere), Zodiac (1930) Brățara nopților (1930, Armreif der Nächte), Incantații (1931, Ausrufungen) und Petre Schlemihl (1932, Peter Schlemihl).
1933 zog Voronca nach Paris, wo er fortan in französischer Sprache schrieb, unter anderem: Ulysse dans la cité (1933, Ulysses in der Stadt), La joie est pour l´homme (1936, Die Freude ist für den Menschen), L'Apprenti fantôme (1938) Beauté de ce monde (1940, Die Schönheit der Welt), Souvenirs de la planète Terre (1945, Erinnerungen an den Planeten Erde). Einige seiner Bücher sind von Constantin Brâncuși, Victor Brauner und Marc Chagall illustriert.
In den Zeiten des Zweiten Weltkrieges war Voronca, der seit 1938 französischer Staatsbürger war, in der Résistance aktiv. Bei einem Besuch in Rumänien im Januar 1946 wurde er für diese Aktivitäten und für sein Werk gefeiert.
Während seiner Arbeiten an Manuel du parfait bonheur (Anleitung zur perfekten Glücklichkeit) schloss er sich in der Nacht vom 4. auf den 5. April 1946 in seiner Küche ein, nahm eine Überdosis Schlaftabletten in Kombination mit Alkohol, öffnete die Gasleitungen und starb an den Folgen dieses zweiten Selbstmordversuches.
Viele seiner Werke wurden nach seinem Tod in Frankreich und Rumänien wieder veröffentlicht. So unter anderem 1972 eine Sammlung von Sașa Pană in Rumänien herausgegeben.
Im deutschen Sprachraum ist er dagegen nahezu unbekannt. Lediglich die Texte der rumänischen Avantgarde 1907-1947, 1988 bei Philipp Reclam jun. in Leipzig erschienen, enthalten Übersetzungen einiger seiner Gedichte und zweier Essays.

## Werke
- Jlarie Voronca: Das Armband der Nächte. Übersetzung. In: Der Sturm; 20(1929/1930), Seite 94–95. Berlin : Verlag der Sturm, 1930